# Большая Гусева
Больша́я Гу́сева — река в России, протекает в посёлке Валериановске Свердловской области. Устье реки находится в 25 км по левому берегу реки Выи. Длина реки Большой Гусевой составляет 8,6 км.

## История
В ноябре 1892 года на имя В. Я. Бурдакова был оформлен земельный отвод на Большой Гусевой в даче Нижнетуринского завода под прииск Валериановский. Приисковый посёлок, названный в честь племянника (сына сестры Руфины) Викторина Яковлевича Валериана, впоследствии дал начало будущему посёлку Валериановску.

## Данные водного реестра
По данным государственного водного реестра России, река относится к Иртышскому бассейновому округу, речному бассейну Иртыша, речному подбассейну Тобола. Водохозяйственный участок — Тура от истока до впадения реки Тагил.
Код объекта в государственном водном реестре — 14010501212111200004473.
- Вид с высоты
- Улица Кирова по гренбню плотины
- Слив плотины
- Пруд весной